# Djahan III
Djahan III; med det fullständiga namnet Muhi-ul-Mulk-ul-Millat Shah Jahan, indisk stormogul mellan 11 december 1759 och 25 december samma år. Sonson till Kam Bakhsh och sonsons son till Aurangzeb, hjälpt till tronen och avsatt av vesiren Ghazi-ud-Din.